# Piłka wodna na Mistrzostwach Świata w Pływaniu 2019
Zawody w piłce wodnej na 18. Mistrzostwach Świata w Pływaniu odbyły się w dniach 14–27 lipca 2019 r. na boisku Uniwersytetu Nambu.

## Harmonogram
Zostały rozegrane dwie konkurencje.
| Data     | Godzina UTC+09:00 | Godzina CEST | Runda                 |
| -------- | ----------------- | ------------ | --------------------- |
| 14 lipca | od 08:30          | od 01:30     | Eliminacje            |
| 15 lipca | od 08:30          | od 01:30     | Eliminacje            |
| 16 lipca | od 08:30          | od 01:30     | Eliminacje            |
| 17 lipca | od 08:30          | od 01:30     | Eliminacje            |
| 18 lipca | od 08:30          | od 01:30     | Eliminacje            |
| 19 lipca | od 08:30          | od 01:30     | Eliminacje            |
| 20 lipca | od 10:30          | od 03:30     | Play-offy kobiet      |
| 21 lipca | od 10:30          | od 03:30     | Play-offy mężczyzn    |
| 22 lipca | od 08:00          | od 01:00     | Ćwierćfinały kobiet   |
| 23 lipca | od 08:00          | od 01:00     | Ćwierćfinały mężczyzn |
| 24 lipca | od 09:30          | od 02:30     | Półfinały kobiet      |
| 25 lipca | od 09:30          | od 02:30     | Półfinały mężczyzn    |
| 26 lipca | od 14:00          | od 07:00     | Finały kobiet         |
| 27 lipca | od 14:00          | od 07:00     | Finały mężczyzn       |

## Medaliści
| Konkurencja           | Złoto | Srebro | Brąz |
| Mężczyźni (szczegóły) | Włochy · Marco Del Lungo · Francesco Di Fulvio · Stefano Luongo · Pietro Figlioli · Edoardo Di Somma · Alessandro Velotto · Vincenzo Renzuto · Gonzalo Echenique · Niccolò Figari · Michaël Bodegas · Matteo Aicardi · Vincenzo Dolce · Gianmarco Nicosia       | Hiszpania · Daniel López · Alberto Munarriz · Álvaro Granados · Miguel del Toro · Sergi Cabañas · Marc Larumbe · Alberto Barroso · Francisco Fernández · Roger Tahull · Felipe Perrone · Blai Mallarach · Alejandro Bustos · Eduardo Lorrio | Chorwacja · Marko Bijač · Marko Macan · Loren Fatović · Luka Lončar · Maro Joković · Hrvoje Benić · Ante Vukičević · Andro Bušlje · Lovre Miloš · Josip Vrlić · Anđelo Šetka · Xavier García Gadea · Ivan Marcelić         |
| Kobiety (szczegóły)   | Stany Zjednoczone · Amanda Longan · Maddie Musselman · Melissa Seidemann · Rachel Fattal · Paige Hauschild · Margaret Steffens · Stephania Haralabidis · Kiley Neushul · Aria Fischer · Kaleigh Gilchrist · Makenzie Fischer · Alys Williams · Ashleigh Johnson | Hiszpania · Laura Ester · Marta Bach · Anni Espar · Beatriz Ortiz · Roser Tarragó · Irene González · Clara Espar · María del Pilar Peña · Judith Forca · Paula Crespí · Maica García Godoy · Paula Leitón · Elena Sánchez                   | Australia · Gabriella Palm · Keesja Gofers · Hannah Buckling · Bronte Halligan · Isobel Bishop · Bronwen Knox · Rowena Webster · Amy Ridge · Zoe Arancini · Lena Mihailović · Elle Armit · Madeleine Steere · Lea Yanitsas |

## Klasyfikacja medalowa
| Miejsce | Państwo           | Złoto | Srebro | Brąz | Razem |
| ------- | ----------------- | ----- | ------ | ---- | ----- |
| 1.      | Stany Zjednoczone | 1     | 0      | 0    | 1     |
| 1.      | Włochy            | 1     | 0      | 0    | 1     |
| 3.      | Hiszpania         | 0     | 2      | 0    | 2     |
| 4.      | Australia         | 0     | 0      | 1    | 1     |
| 4.      | Chorwacja         | 0     | 0      | 1    | 1     |
| Razem   | Razem             | 2     | 2      | 2    | 6     |